# Oceans Seven
Oceans Seven, česky Sedmička oceánů, je náročnou výzvou pro dálkové plavce. Její splnění zahrnuje překonání sedmi průlivů. Dosud se to podařilo pouze 27 lidem, jedním z nich je Češka Abhejali Bernardová, která projekt dokončila v únoru 2018. Stala se prvním člověkem ze země bez přístupu k moři a prvním vegetariánem, kterému se to podařilo.

## Sedm průlivů
V rámci Oceans Seven musejí plavci bez neoprenu přeplavat sedm průlivů:
- Lamanšský průliv, Velká Británie - Francie
- Gibraltarský průliv, Gibraltar - Maroko
- Průliv Catalina, mezi ostrovem Santa Catalina a Kalifornií, USA
- Cugarský průliv, mezi ostrovy Honšú a Hokkaidó, Japonsko
- Průliv Molokai, mezi ostrovy Oahu a Molokai, Havajské ostrovy, USA
- Severní průliv, Irsko - Skotsko
- Cookův průliv, mezi Severním a Jižním ostrovem Nového Zélandu

## Seznam plavců
Seznam plavců, kteří přeplavali všech sedm průlivů:
| Pořadí | Jméno                      | Země                   | Datum dokončení    |
| ------ | -------------------------- | ---------------------- | ------------------ |
| 1.     | Stephen Redmond            | Irsko                  | 14. července 2012  |
| 2.     | Anna-Carin Nordin          | Švédsko                | 8. července 2013   |
| 3.     | Michelle Macy              | Spojené státy americké | 15. července 2013  |
| 4.     | Darren Miller              | Spojené státy americké | 29. srpna 2013     |
| 5.     | Adam Walker                | Spojené království     | 6. srpna 2014      |
| 6.     | Kimberley Chambers         | Nový Zéland            | 2. září 2014       |
| 7.     | Antonio Argüelles          | Mexiko                 | 3. srpna 2017      |
| 8.     | Ion Lazarenco-Tiron        | Moldavsko              | 27. ledna 2018     |
| 9.     | Rohan Dattatrey More       | Indie                  | 9. února 2018      |
| 10.    | Abhejali Bernardová        | Česko                  | 24. února 2018     |
| 11.    | Cameron Bellamy            | Jihoafrická republika  | 21. června 2018    |
| 12.    | Lynton Mortensen           | Austrálie              | 14. listopadu 2018 |
| 13.    | Thomas Pembroke            | Austrálie              | 14. prosince 2018  |
| 14.    | Nora Toledano Cadena       | Mexiko                 | 30. března 2019    |
| 15.    | Mariel Hawley Dávila       | Mexiko                 | 30. března 2019    |
| 16.    | André Wiersig              | Německo                | 23. června 2019    |
| 17.    | Elizabeth Fry              | Spojené státy americké | 25. srpna 2019     |
| 18.    | Attila Mányoki             | Maďarsko               | 26. srpna 2019     |
| 19.    | Jonathan Ratcliffe         | Spojené království     | 10. prosince 2019  |
| 20.    | Jorge Crivilles Villanueva | Španělsko              | 20. ledna 2020     |
| 21.    | Adrian Sarchet             | Německo                | 29. února 2020     |
| 22.    | Prabhat Koli               | Indie                  | 1. března 2023     |
| 23.    | Dina Levačić               | Chorvatsko             | 14. března 2023    |
| 24.    | Herman van der Westhuizen  | Jihoafrická republika  | 16. července 2023  |
| 25.    | Andrew Donaldson           | Spojené království     | 27. července 2023  |
| 26.    | Stephen Junk               | Austrálie              | 10. září 2023      |
| 27.    | Kieron Palframan           | Jihoafrická republika  | 6. října 2023      |